# ぐりとぐら
『ぐりとぐら』は、中川李枝子（作）・山脇百合子（絵）による子供向け絵本のシリーズ。双子の野ねずみ、「ぐり」と「ぐら」を主人公とする物語。福音館書店から単行本が出版されており、2018年3月時点でシリーズ累計発行部数は2630万部を記録している。シリーズ1作目の『ぐりとぐら』は、2015年の時点で472万部発行されている。

## 出版
『母の友』1963年6月号に掲載した幼児向け読み物『たまご』を原型として、同年12月1日に『こどものとも』93号で『ぐりとぐら』の標題で発表した。既に『いやいやえん』で名声を確立していた中川・山脇姉妹による初めての絵本作品は評判になり、たちまちベストセラーとなった。それ以来、世代を越えて世界各国で親しまれている。1967年の英語版が最初の翻訳本である。2001年までに英語、デンマーク語、エスペラント、中国語、朝鮮語、フランス語、タイ語、オランダ語、クメール語、スペイン語の10言語に翻訳された。
第一作となる『ぐりとぐら』は、二匹が見つけた大きなたまごから、大きなかすてらを作るというストーリーである。しばしば「ぐり」と「ぐら」の作るカステラが、ホットケーキと誤解される。第1作『ぐりとぐら』の執筆当時、中川李枝子が勤めていた保育園ではホットケーキが登場する『ちびくろ・さんぼ』が子供たちに人気だったことから、ホットケーキより美味しいものということでカステラを登場させた。
シンプルな絵とストーリーが特徴であり、背景も細々したものは省かれている。これにより他に気をとられることなく「ぐり」と「ぐら」の行動に集中することができる。シンプルな作画はシリーズを通じて踏襲されている。
2003年には、19年ぶりの本編第7作として『ぐりとぐらとすみれちゃん』が発表された。本作に登場する「すみれちゃん」は、脳腫瘍により4歳で亡くなった実在の女の子・福士すみれをモデルにしている。『朝日新聞』2000年4月19日付記事に、モデルとなった福士すみれの記事が掲載されている。

## キャラクター

### ぐり と ぐら
二匹の野ねずみ。青い帽子と服を着用しているのが「ぐり」、赤い帽子と服を着用しているのが「ぐら」で、それ以外は外見上ほとんど見分けがつかない。第1作の『ぐりとぐら』に書かれているとおり、ぐりとぐらの好きなことは「おりょうりすること たべること」である。
「ぐりとぐら」という名前は、中川李枝子が勤めていた保育園で読まれていたピエール・プロブストの絵本シリーズ『カロリーヌ(Caroline)』の1冊である『Pouf et Noiraud campeurs』の登場人物の野ねずみが歌っていた「グリッグルッグラッ」に由来する。なお『ぐりとぐら』の原型となった『たまご』では二匹の名前は「グリ」「グラ」と片仮名表記であった。
体色はオレンジ色であるが、これは国立科学博物館の今泉吉典の研究室にあったオレンジ色のネズミの標本がヒントになっている。作者によれば二匹の年齢は、どちらも人間換算で保育園の年長クラスのつもりとのこと。

### その他のキャラクター
おじいさん
『ぐりとぐらのおきゃくさま』に登場。本名不明。クリスマスにぐりとぐらの家を訪れ、ケーキをプレゼントした。作中では明示されないが、容姿から正体はサンタクロースであることが分かる。
くるりくら
『ぐりとぐらとくるりくら』に登場。某年4月1日、ぐりとぐらが偶然出合った、ときどき手が長くなるウサギ。
うみぼうず
『ぐりとぐらのかいすいよく』に登場。作中では伝承の海坊主とは異なり、スイムパンツとタンクトップを着用した人間の少年のような姿で描かれている。発光する真珠を光源とする灯台の灯台守をしている。執筆当時、中川李枝子が通っていたスイミングスクールのコーチがモデル。
すみれちゃん
『ぐりとぐらとすみれちゃん』に登場。「すみれはらっぱ」に住む（人間の）女の子。すみれちゃんのキャラクターは4歳で病死した同名の「すみれ」という少女にまつわる、ある幼稚園の先生とのやりとりを元にイメージを完成させて生まれた。
本シリーズには、しばしば同じ作者の別シリーズの登場キャラクターが出演することがある（ただし明確に同一人物なのか、他人の空似なのか不明なものもある）。例えば第1作『ぐりとぐら』には、同じ作者の『いやいやえん』の登場キャラクターである「こぐちゃん（やまの こぐという名前の子熊）」と「おおかみ」が出演している。また、本作の「ぐり」と「ぐら」も『なぞなぞえほん』『そらいろのたね』にゲスト出演している。

## 唄
読者の間では『ぐりとぐら』に登場する「ぼくらのなまえは…（以下省略）」で始まる自己紹介の唄が有名である。この詩には読者によって無数の曲がつけられており、各家庭や幼稚園・保育園などの間で歌い継がれている。作者自身は単に子供に分かりやすくための表現として詩という形式を選んだだけであり、普通に読んでも節をつけて歌ってもどちらでも構わないとのこと。作者自身は、この詩に曲をつけて歌うことはしないという。

## シリーズ
- 『ぐりとぐら』(1967/01) - ISBN 4-8340-0082-6
- 『ぐりとぐらのおきゃくさま』(1967/06) - ISBN 4-8340-0101-6
- 『ぐりとぐらのかいすいよく』(1977/04) - ISBN 4-8340-0528-3
- 『ぐりとぐらのえんそく』(1983/03) - ISBN 4-8340-0892-4
- 『ぐりとぐらとくるりくら』(1992/10) - ISBN 4-8340-1075-9
- 『ぐりとぐらの1ねんかん』(1997/10) - ISBN 4-8340-1465-7
  - 元々は福音館書店のカレンダーとして制作された作品を絵本化したもの[22]。
- 『ぐりとぐら ポストカードカレンダー 2000』(1999/11) - ISBN 4-8340-6007-1
- 『ぐりとぐらのあいうえお』(2002/02) - ISBN 4-8340-1795-8
- 『ぐりとぐらのおおそうじ』(2002/02) - ISBN 4-8340-1796-6
- 『ぐりとぐらかるた』(2002/10) - ISBN 4-8340-6990-7
- 『ぐりとぐらとすみれちゃん』(2003/10) - ISBN 4-8340-0633-6
- 『ぐりとぐらのうたうた12つき』(2003/10) - ISBN 4-8340-1940-3
- 『ぐりとぐら 英語版 CD付』(2004/10) - ISBN 4-8053-0757-9
- 『ぐりとぐらの1・2・3』(2004/10) - ISBN 4-8340-2008-8

### セット
- 『ぐりとぐらの絵本-全5冊セット』(1995/07) - ISBN 4-8340-3757-6

## 発行部数
1. 『ぐりとぐら』 - 472万部[3]
2. 『ぐりとぐらのおきゃくさま』 - 269万部[3]
3. 『ぐりとぐらのかいすいよく』 - 182万部[3]
4. 『ぐりとぐらのえんそく』 - 158万部[3]
5. 『ぐりとぐらとくるりくら』 - 82万部[3]
6. 『ぐりとぐらとすみれちゃん』 - 46万部[3]
7. 『ぐりとぐらのおおそうじ』 - 60万部[3]
8. 『ぐりとぐらの1ねんかん』 - 33刷、33万部（2001年8月10日現在）[23]
9. 『ぐりとぐらかるた』 - 19刷、70万部（2001年8月10日現在）[24]

## その他
- 宮崎駿がアニメーション映画化を検討したことがあったが、最終的には断念している[25][26]。
- ぐりとぐらが弁当を入れた大きなリュックを背負い、たんぽぽの原へ行く中で出会ったある出来事が書かれた、1964年4月号掲載『ぐりとぐらのピクニック』は絵本化されておらず、「母の友」2013年12月号に再掲載された。この号には山脇百合子が描き下ろした、表と裏2種類の屏風型「ぐりとぐら」クリスマスカード付き卓上飾りが巻末付録として付属。
- 氣志團の「One Night Carnival」メジャー盤には「グリとグラ」という楽曲が収録されているが、本作との関係は不明。
- 日本郵便が発行する特殊切手『季節のおもいでシリーズ』第4集と、特殊切手『絵本の世界シリーズ』第3集の題材に本作が採用され、それぞれ2014年11月20日に82円切手10枚セット、2019年11月28日に84円切手10枚セットの切手シートが発売された[27][28]。
- ユーチューバーグループの東海オンエアが、2019年2月に「超訳ぐりとぐら」のパロディ動画をYouTubeにアップしていたが、原作の著作権を管理している福音館書店の許諾を得ていなかったため、福音館書店はYouTubeに著作権侵害を理由とする削除申請を行い、2022年6月に動画が削除された。東海オンエアの所属事務所であるUUUMは、無許諾の動画掲載について非を認め、謝罪声明を出している[29]。